# Malcolm Scott (criquete)
Malcolm Ernest Scott é um ex-jogador de críquete inglês ativo de 1953 a 1969 que jogou pelo Northamptonshire (Northants). Ele nasceu em South Shields em 8 de maio de 1936. Ele apareceu em 185 partidas de primeira classe como um batedor destro que jogou um giro ortodoxo com o braço esquerdo . Ele marcou 2.445 corridas com uma pontuação máxima de 62 e levou 461 postigos com um melhor desempenho de sete para 32.
Scott jogou como meio-campo na Football League pelo Newcastle United, Darlington e York City entre 1956 e 1964.
Em 2009, Malcolm Scott escreveu sua autobiografia, A Geordie All-Rounder: Uma autobiografia de um esportista de South Shields.
Malcolm Scott morreu na sexta-feira, 11 de setembro de 2020, aos 84 anos.

## Referêncais
1. ↑  Malcolm Scott at CricketArchive
2. ↑  «Malcolm Scott». Post War English & Scottish Football League A–Z Players Database. Neil Brown. Consultado em 5 de maio de 2014